# Diaparsis baikovae
Diaparsis baikovae är en stekelart som beskrevs av Andrey Ivanovich Khalaim 2005. Diaparsis baikovae ingår i släktet Diaparsis och familjen brokparasitsteklar. Inga underarter finns listade i Catalogue of Life.